# Xã East Brunswick, Quận Schuylkill, Pennsylvania
Xã East Brunswick (tiếng Anh: East Brunswick Township) là một xã thuộc quận Schuylkill, tiểu bang Pennsylvania, Hoa Kỳ. Năm 2010, dân số của xã này là 1.793 người.